# Постімпресіонізм

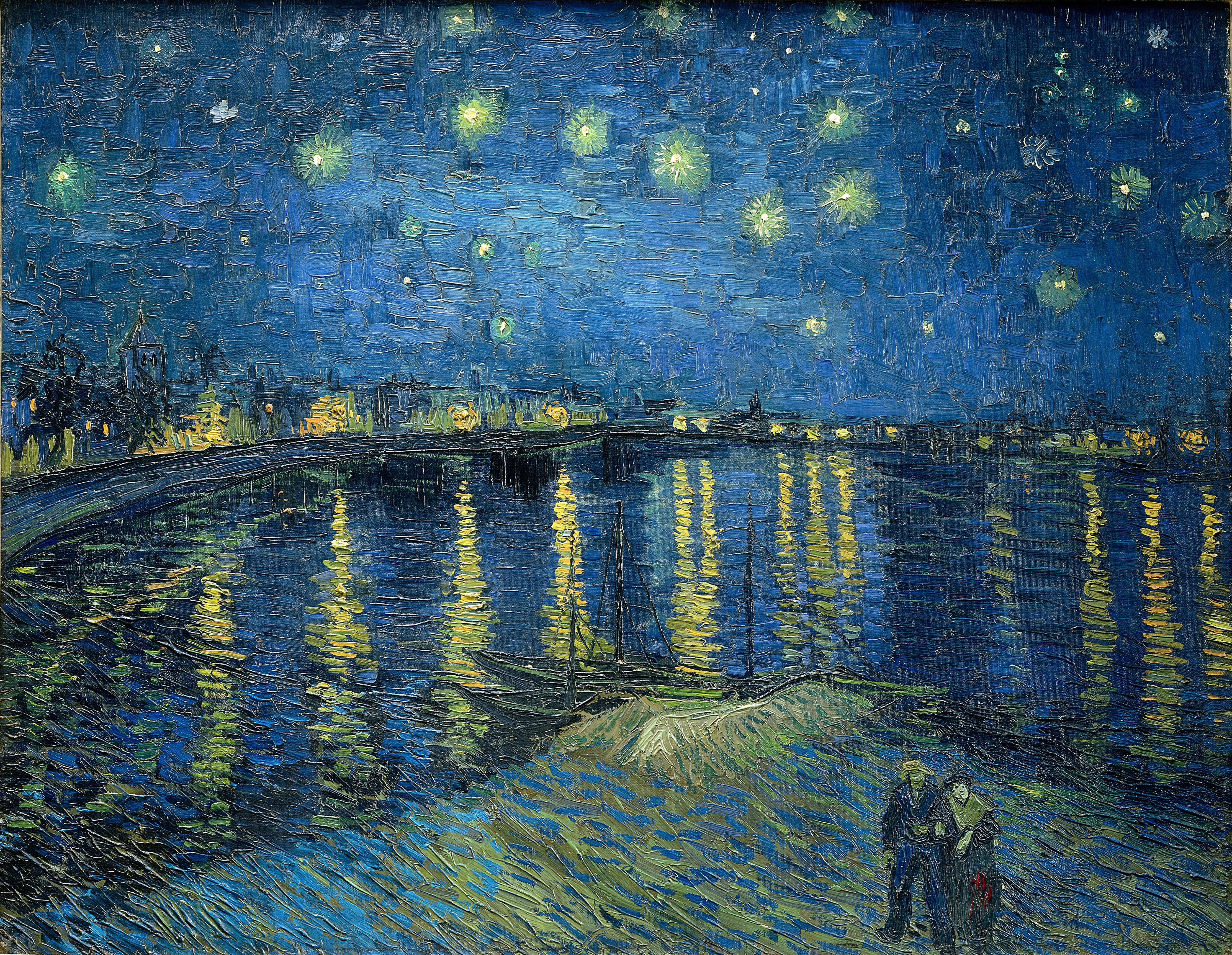
Зоряна ніч над Роною, Вінсент Ван Гог

Постімпресіонізм (фр. postimpressionisme) — напрям в образотворчому мистецтві. Виник у 1880-х роках. Митці цього напрямку не дотримувалися тільки зорових вражень, а прагнули вільно та узагальнено передавати матеріальність світу, вдавалися до декоративної стилізації. До видатних представників постімпресіонізму в живопису належать Вінсент ван Гог, Поль Гоген, Поль Сезанн, Анрі Тулуз-Лотрек.
Початок постімпресіонізму припадає на кризу імпресіонізму в кінці XIX століття. Тоді відбулася остання виставка імпресіоністів і був опублікований «Маніфест символізму» (1886) французького поета Жана Мореаса. Постімпресіоністи, багато з яких раніше примикали до імпресіонізму, почали шукати методи вираження не тільки миттєвого приходить — кожної миті, вони стали осмислювати тривалість стану навколишнього світу.
Для постімпресіонізму характерні різні творчі системи і технічні засоби, що вплинули на подальший розвиток образотворчого мистецтва. Роботи Ван Гога передбачили появу експресіонізму, Гоген проклав шлях до символізму і модерну.

## На новому етапі
Не дивно, що пізні твори деяких представників французького імпресіонізму, що живуть і працюють і після останньої їх виставки у 1886 р., відносять до постімпресіонізму. Але чіткого, ясно визначеного кордону через 1886 рік проведено не було. Тобто межа між імпресіонізмом та постімпресіонізмом — нечітка, розмита. І деякі твори митців мали усі ознаки попередньої митецької течії і після 1886 р. попри фактичний розпад товариства імпресіоністів і припинення їх виставок разом. Тому в перелік постімпресіоністів відносять і колишніх імпресіоністів, і нові імена нового покоління художників, серед яких такі митці:
- Каміль Піссарро (1830–1903)
- Поль Сезанн (1839–1906)
- Анрі Тулуз-Лотрек (1864–1901)
- Поль Гоген (1848–1903)
- Вінсент ван Гог (1853–1890)
- Жорж Сера (1859–1891)
- П'єр Боннар (1867–1947)
- Моріс Дені (1870–1943)
- Поль Серюзьє (1864–1927)
- Едуард Вюйар (1868–1940)
- Кер-Ксав'є Руссель (1867–1944)
- Жорж Дюфренуа (1870–1943)
- Анрі Руссо (1844–1910)
- Поль Баум (1859–1932)
- Поль Сіньяк (1863–1935)
- Волтер Річард Сікерт (1860–1942)

Клод Моне

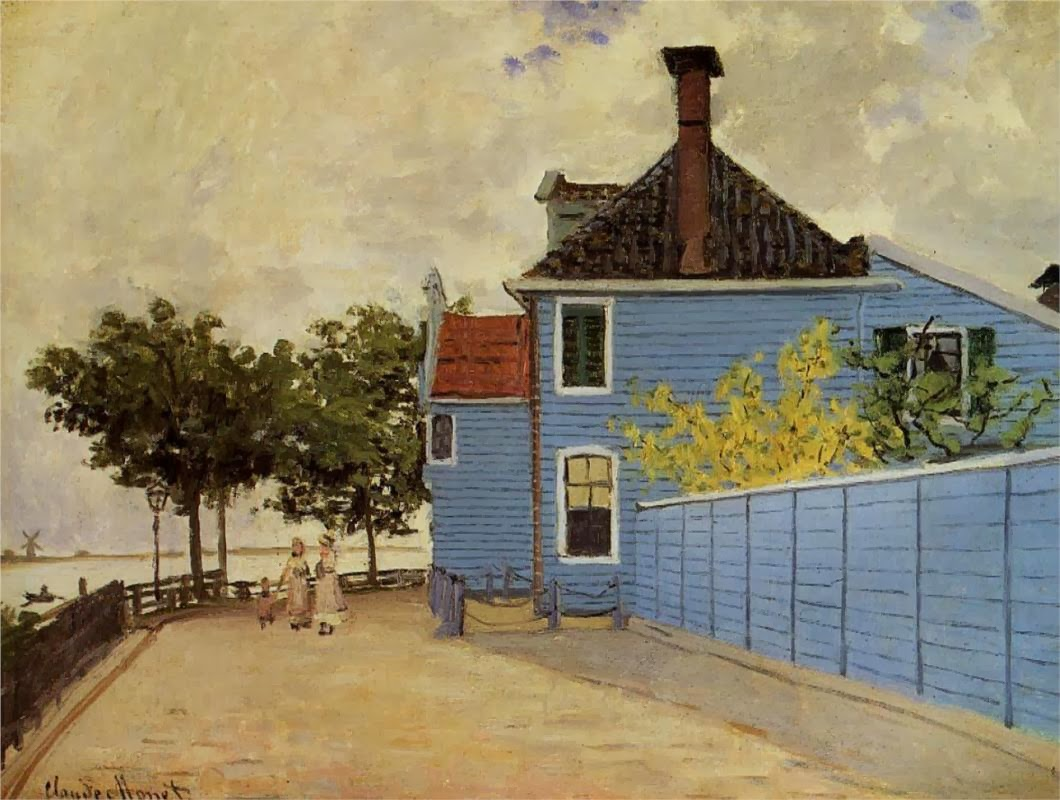
Синій будинок в Саардамі
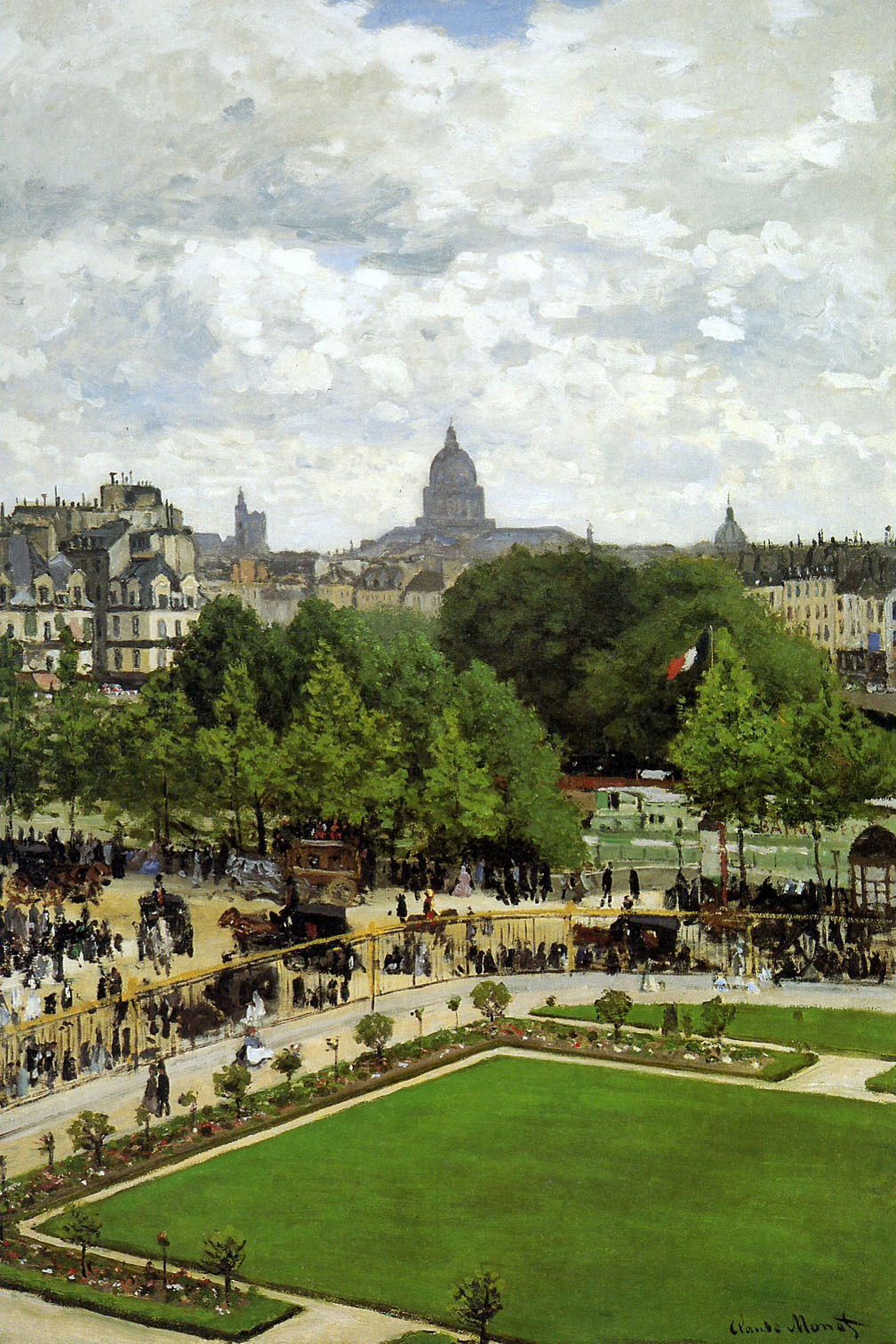
Париж. Сад принцеси
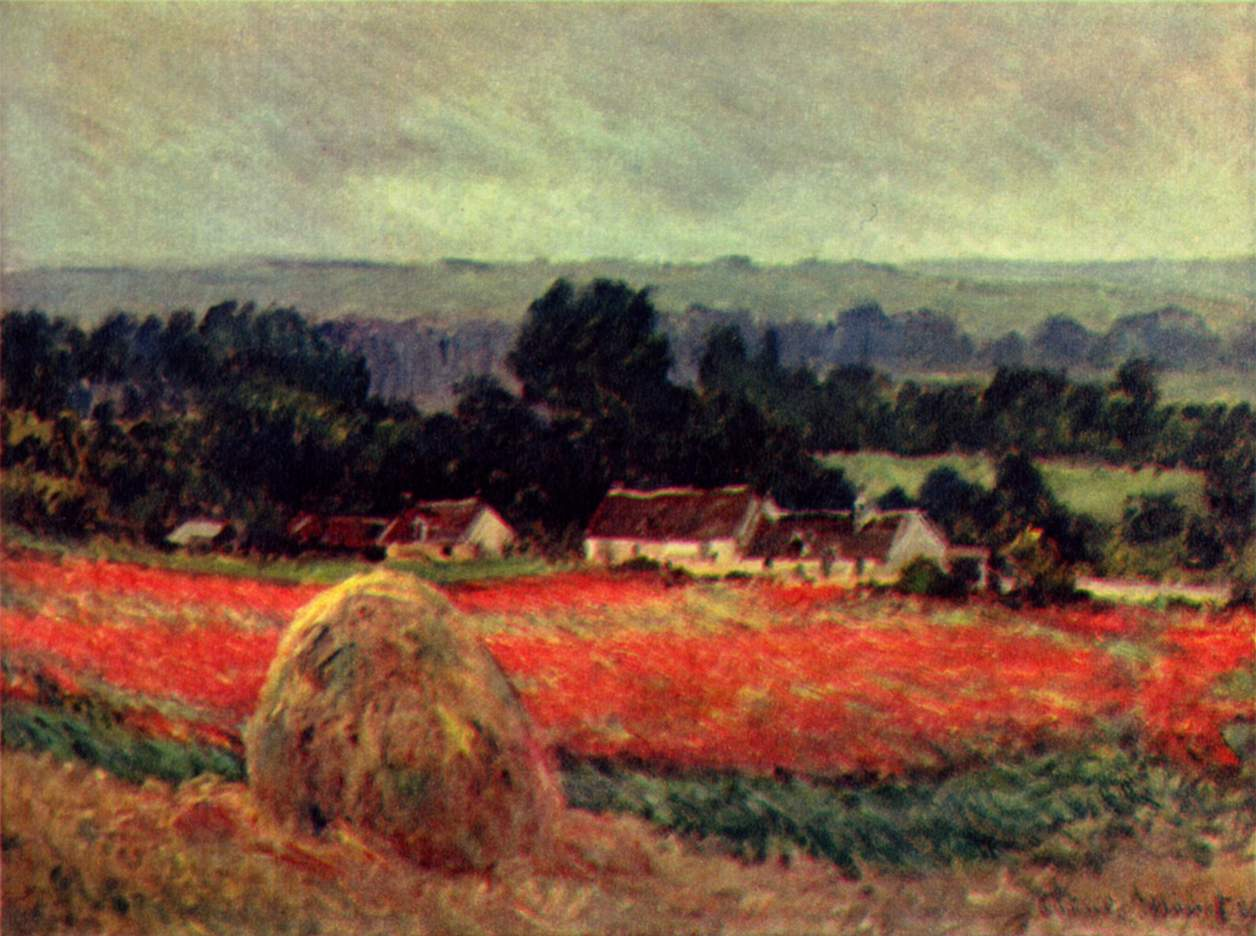
В Живерні, 1885-86 р.
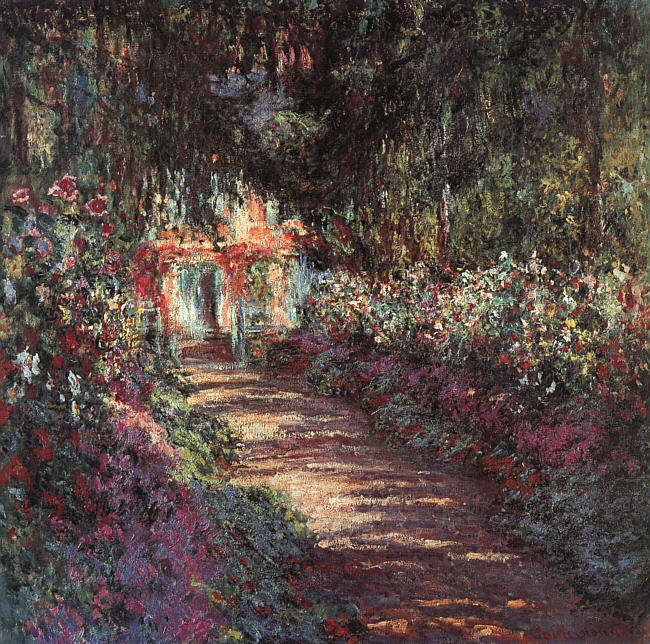
Квіти в саду, 1900 р.

Поль Гоген

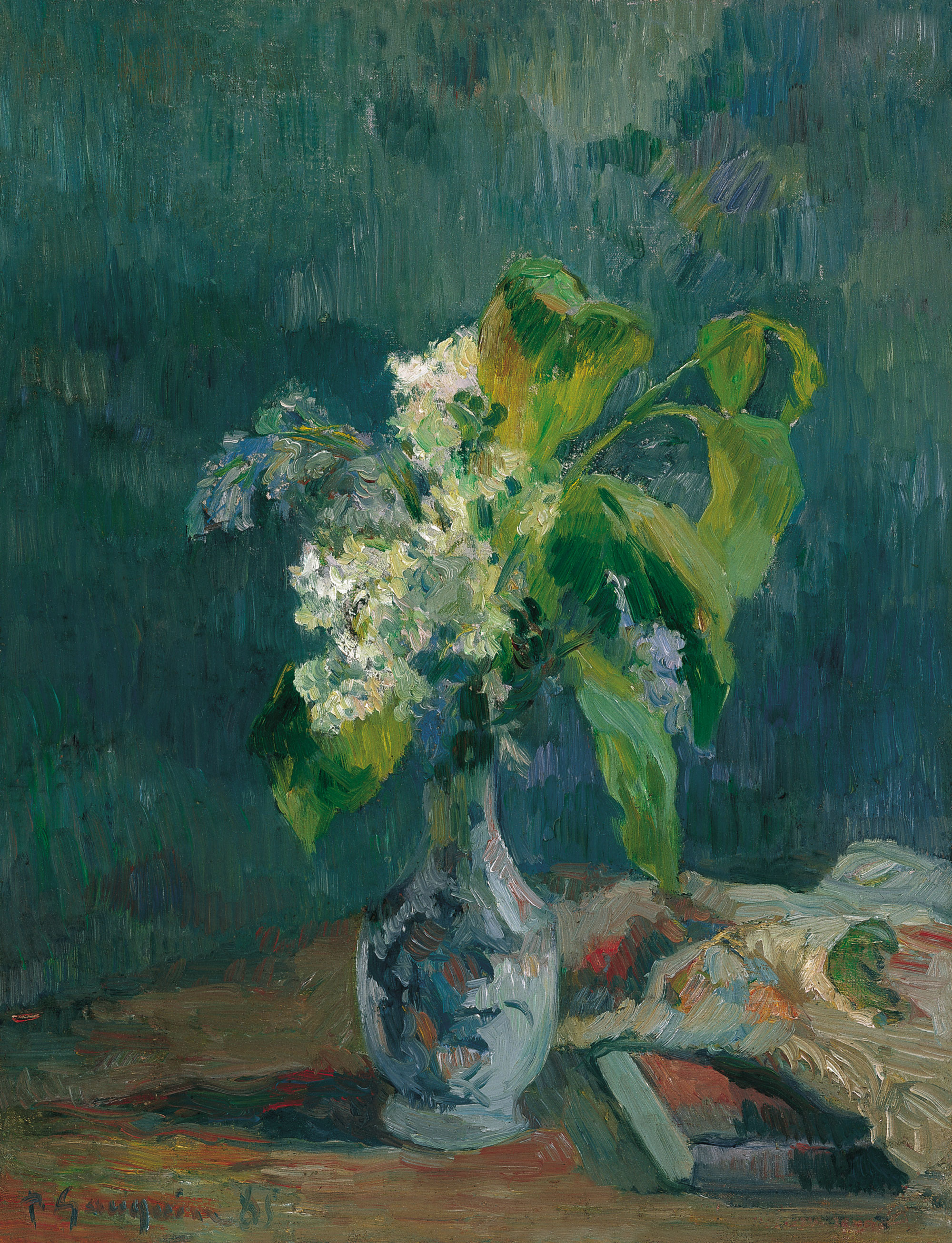
Сірені, натюрморт, 1885 р.
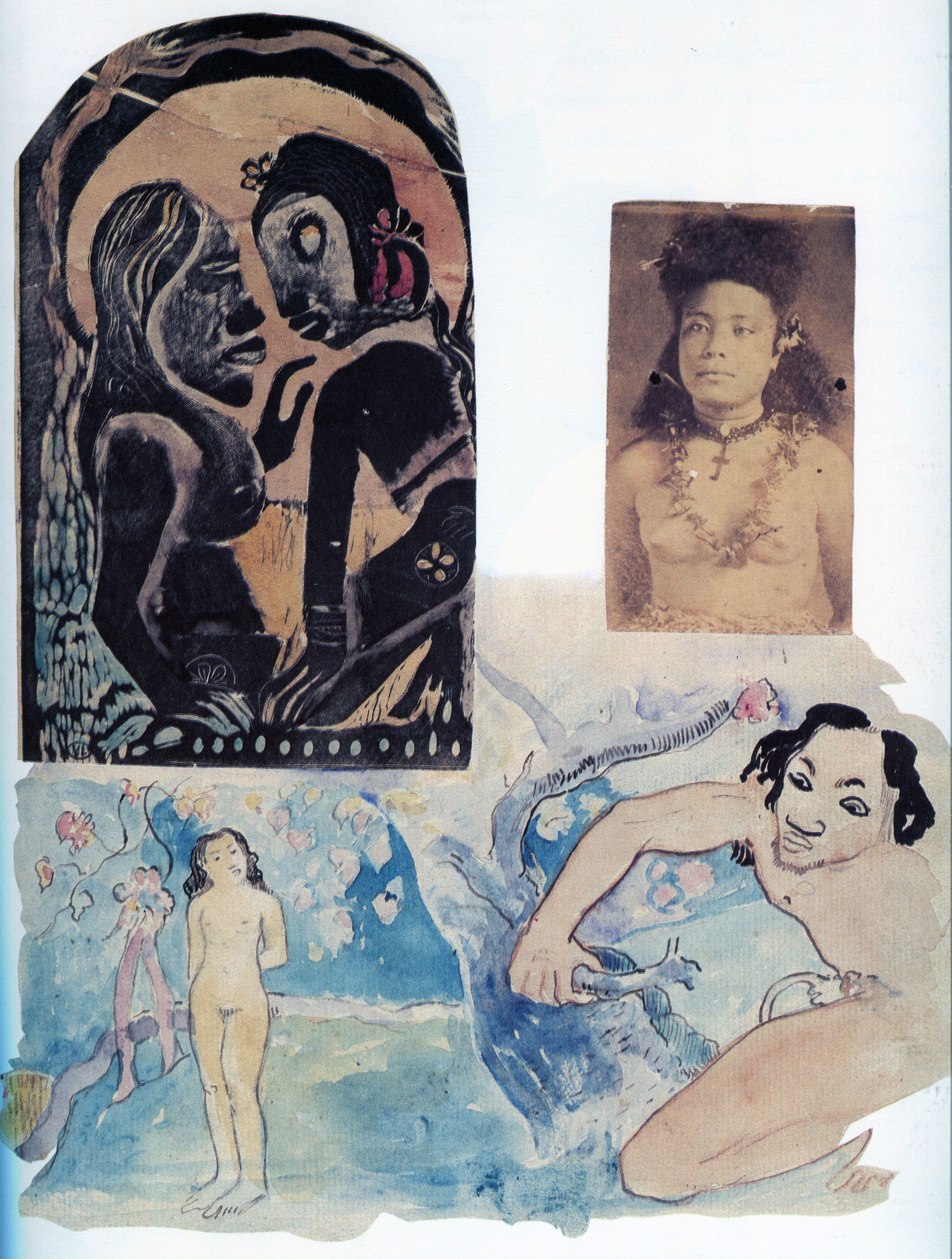
Малюнки Гогена, альбом, до 1900 р.
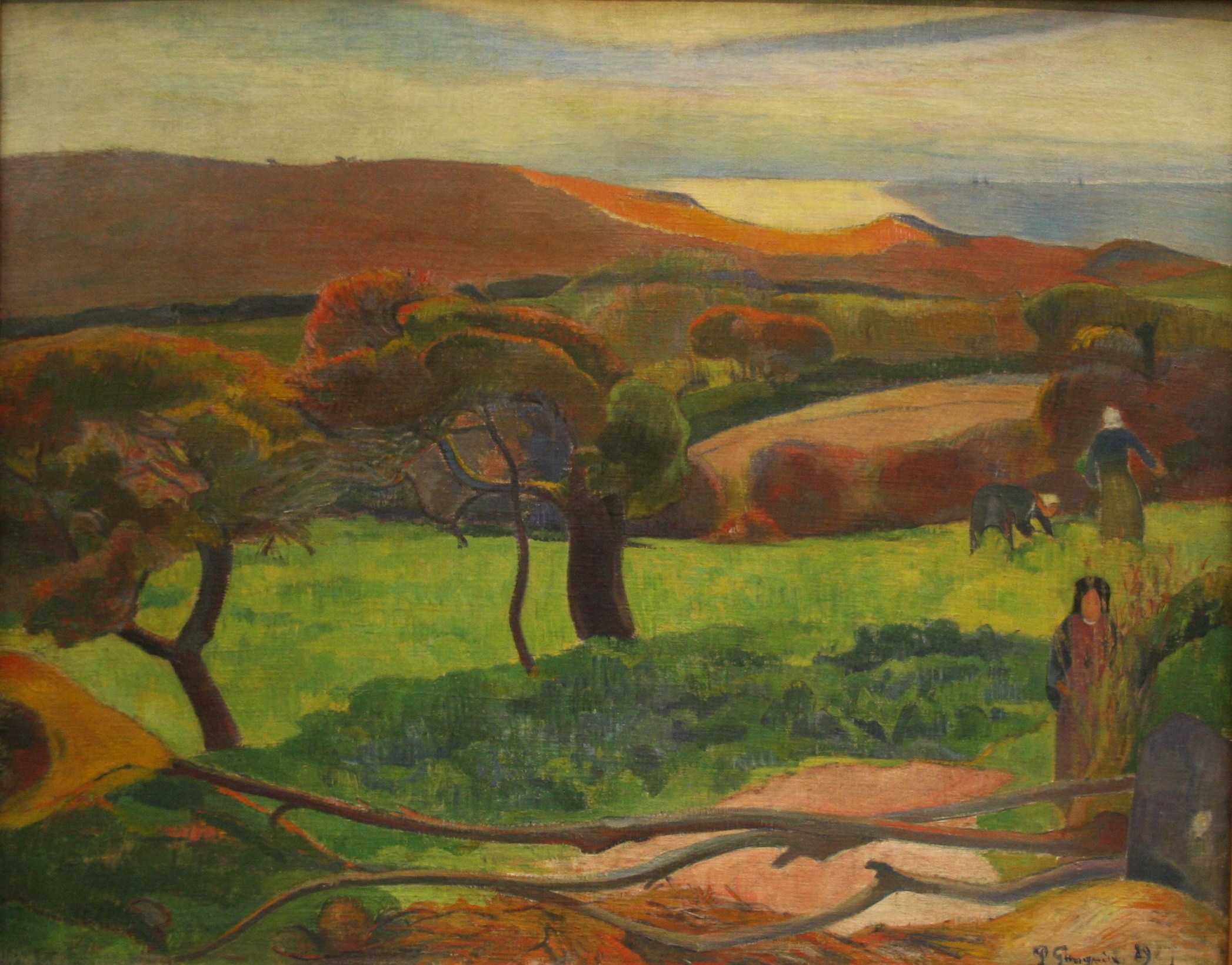
Бретань. Пейзаж, 1889 р.
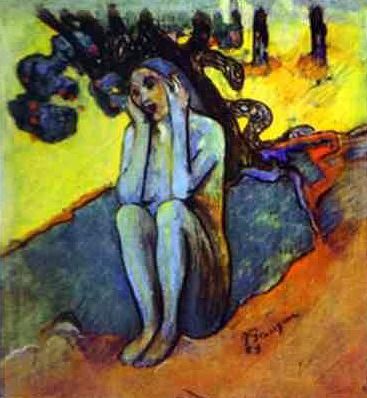
Єва, 1889 р.

Вінсент ван Гог

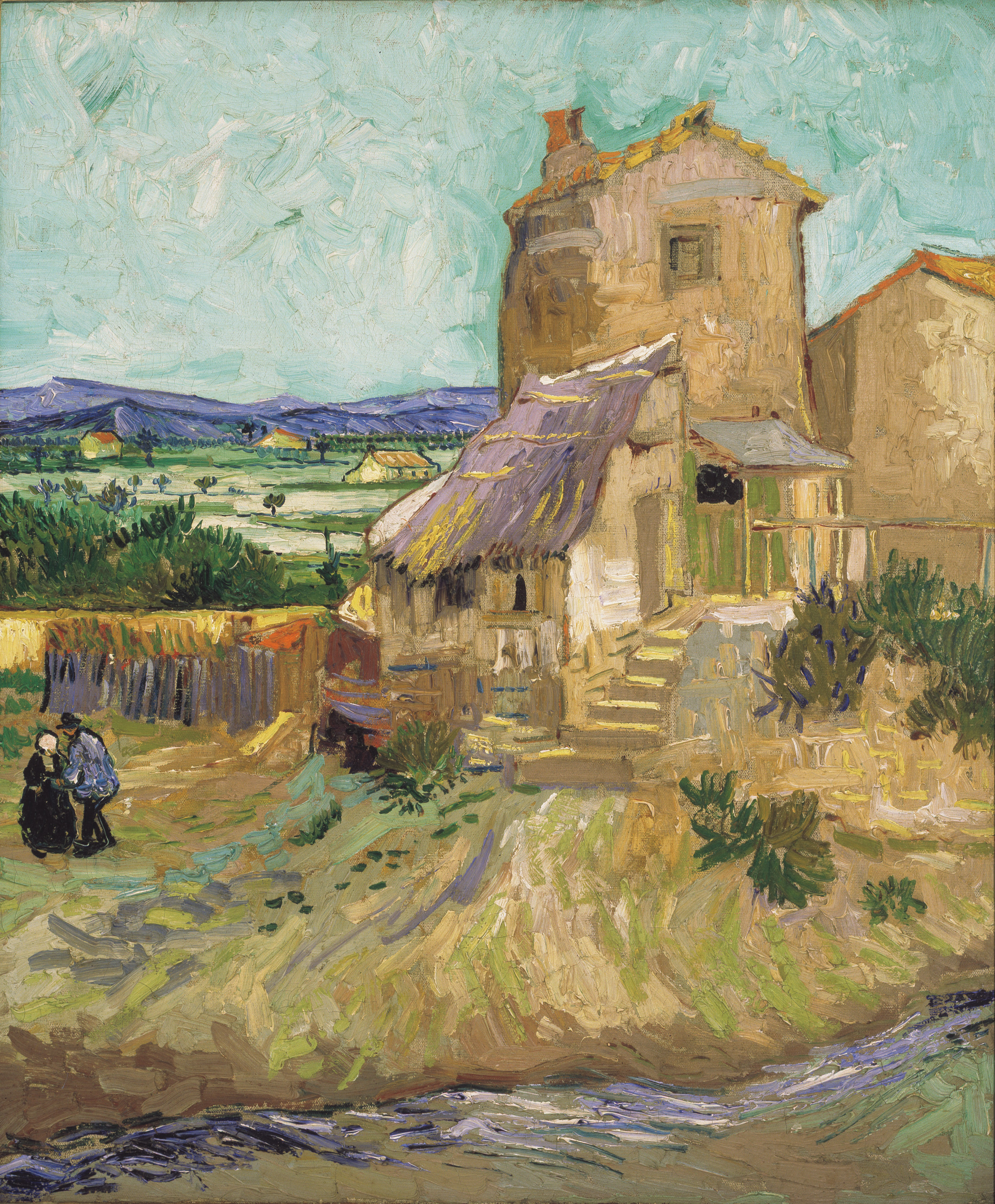
Старий млин, 1888
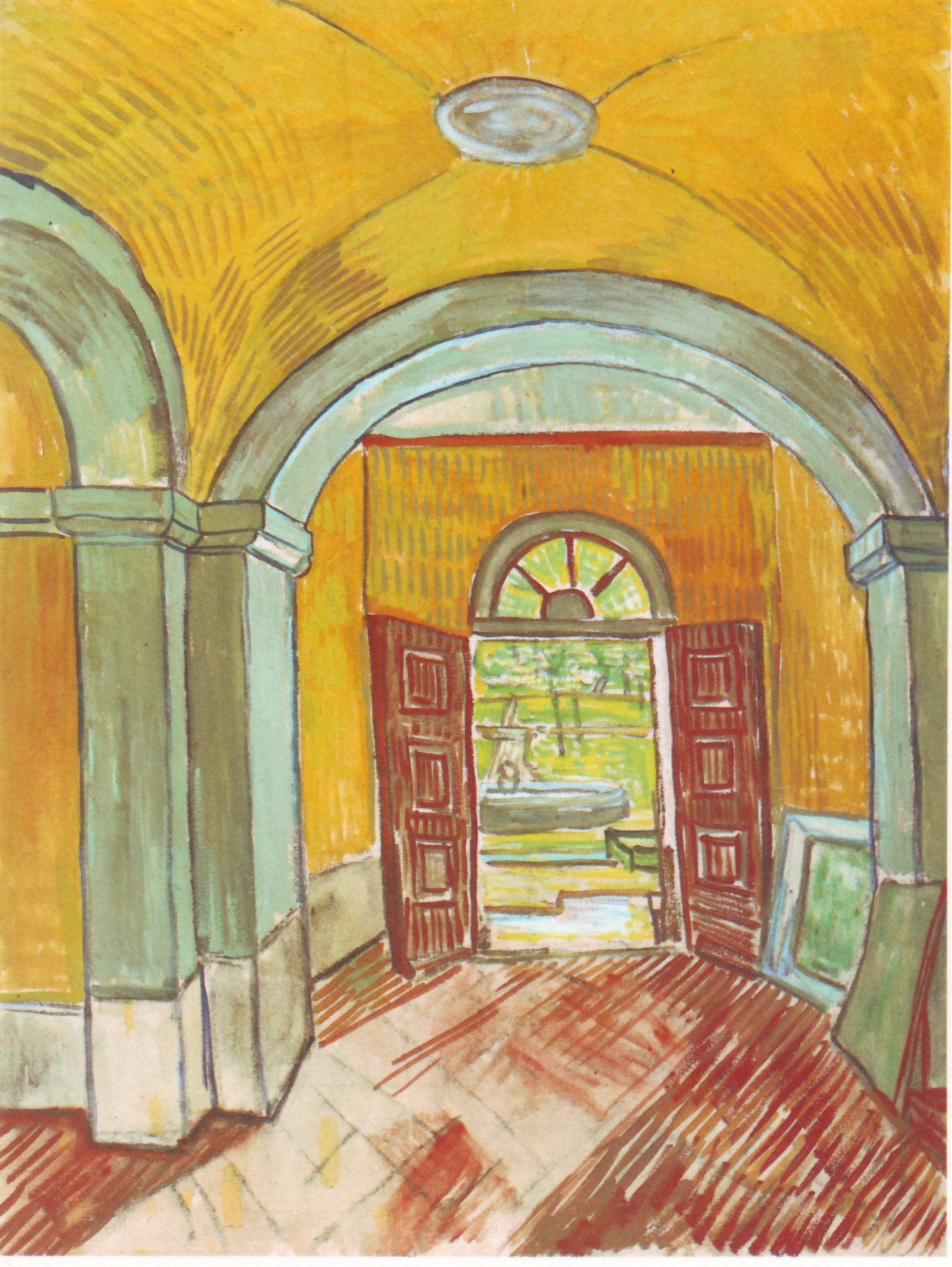
Шпиталь в Сен Ремі,1889 р.
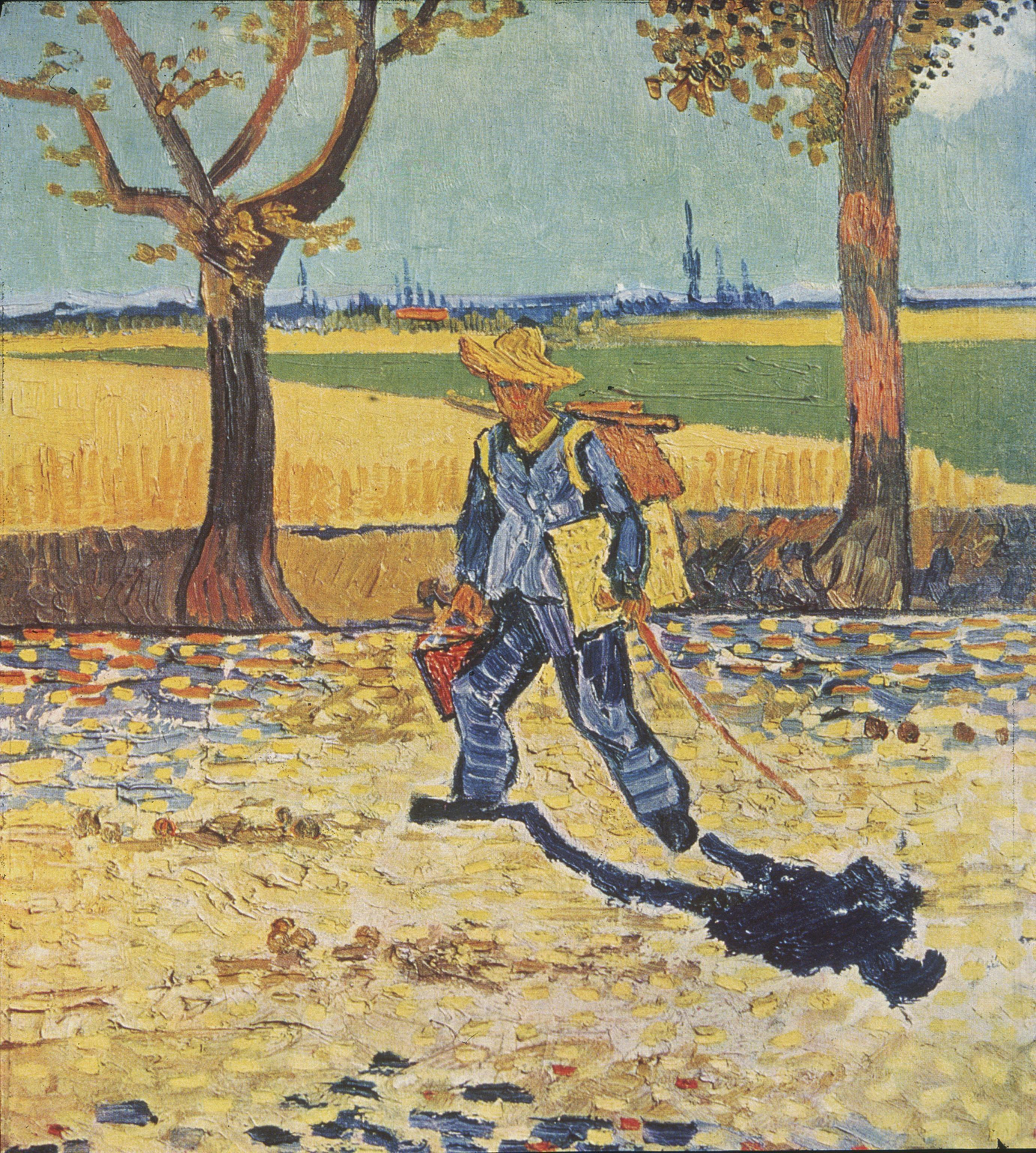
Художник на пленері, липень 1888 р.
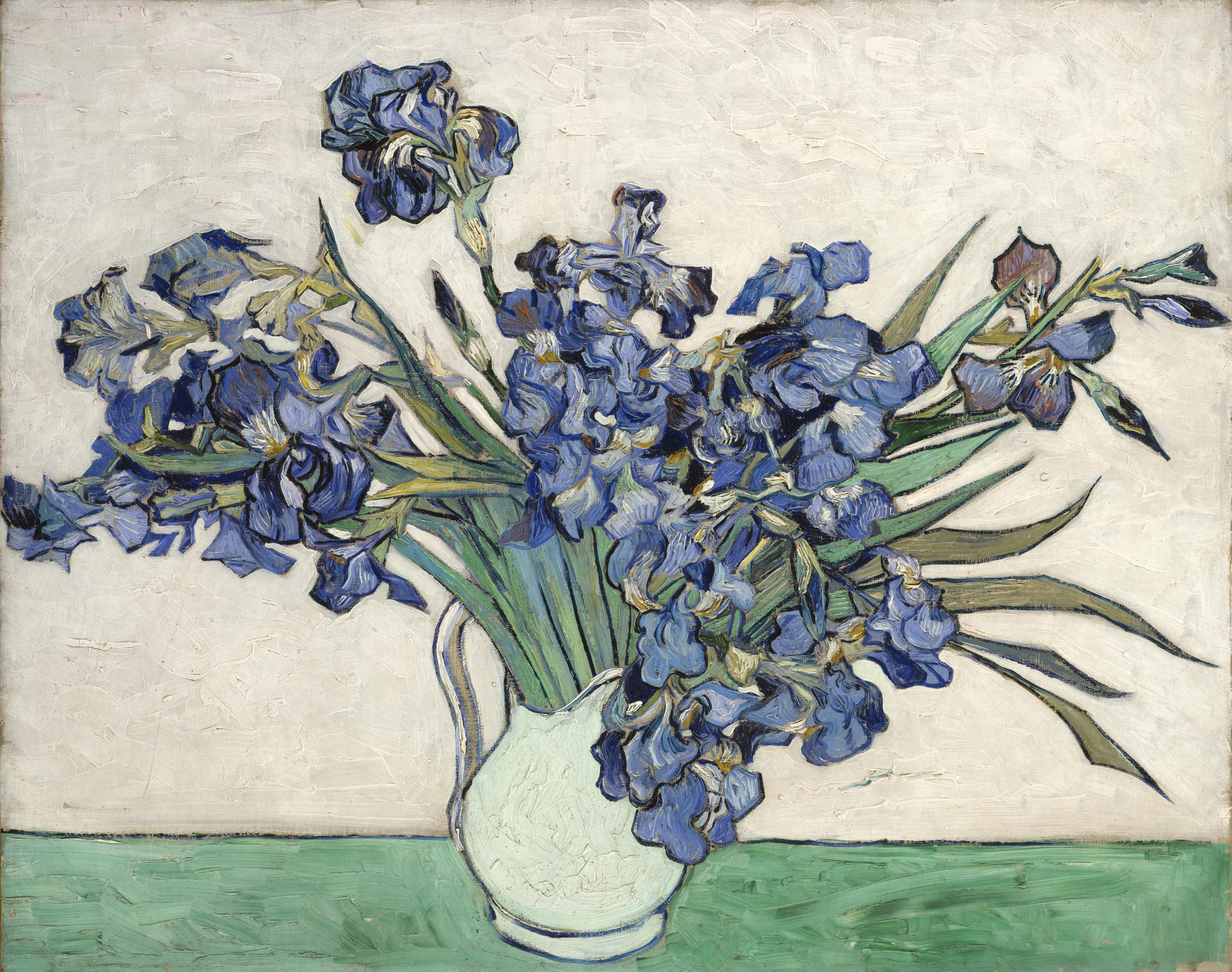
Півники в білій вазі, травень 1890 р.

Каміль Піссарро

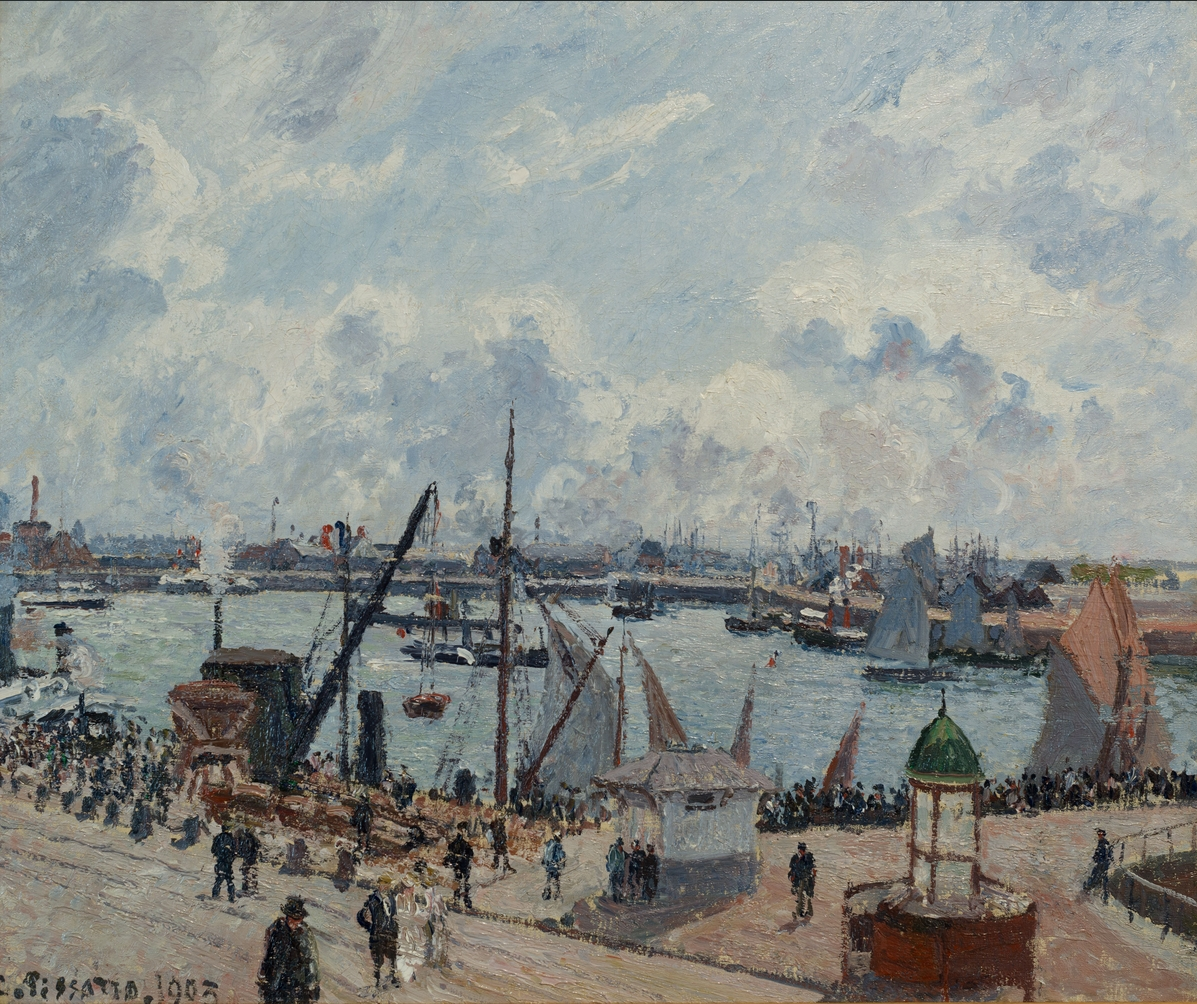
Гавр, порт, 1903 р.
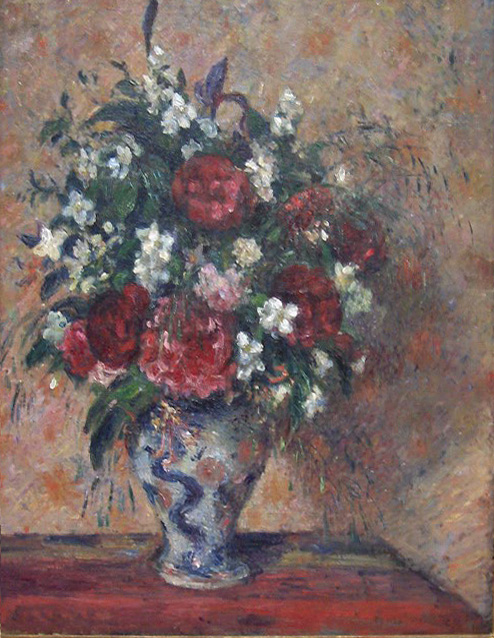
Півонії.
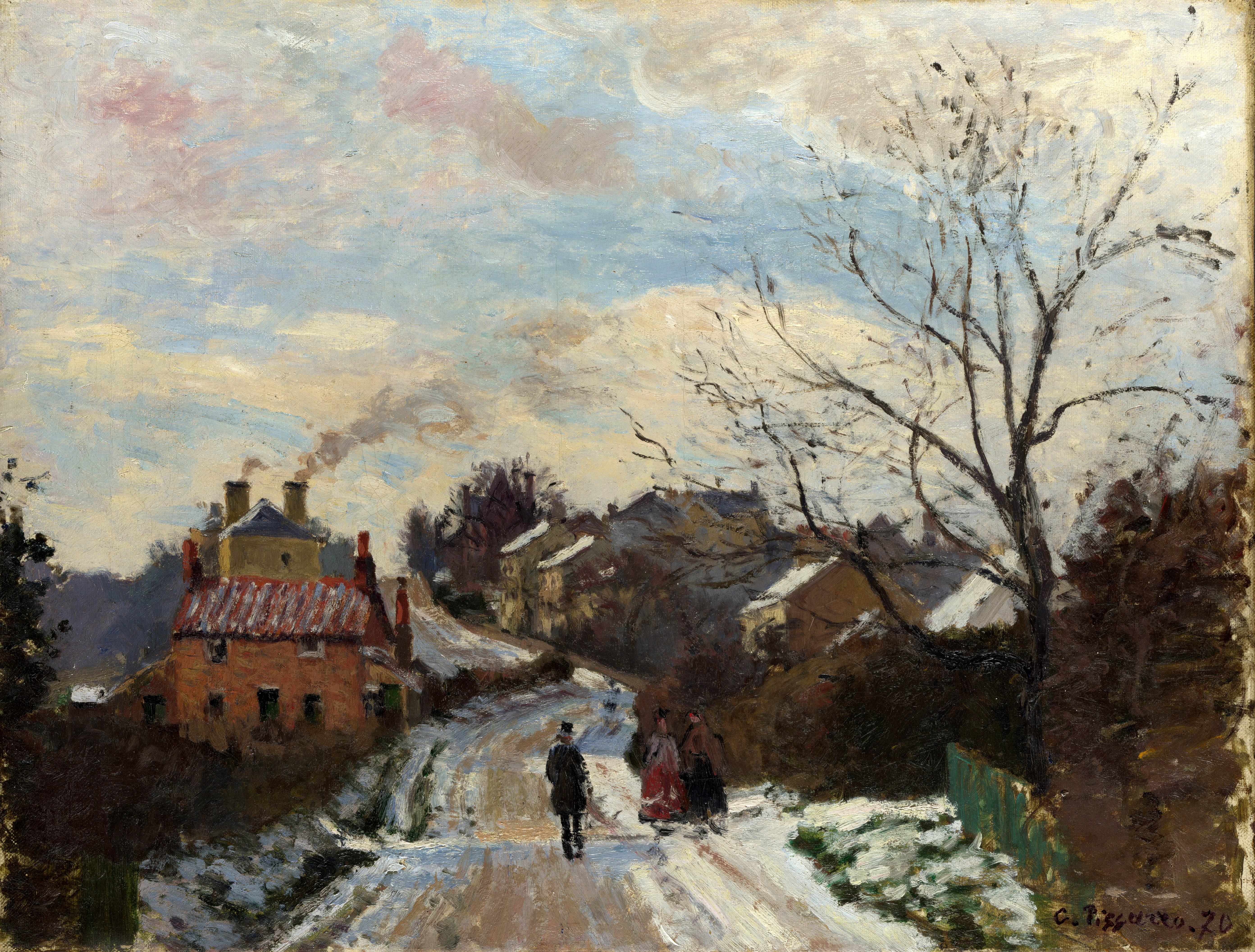
В Норвуді.
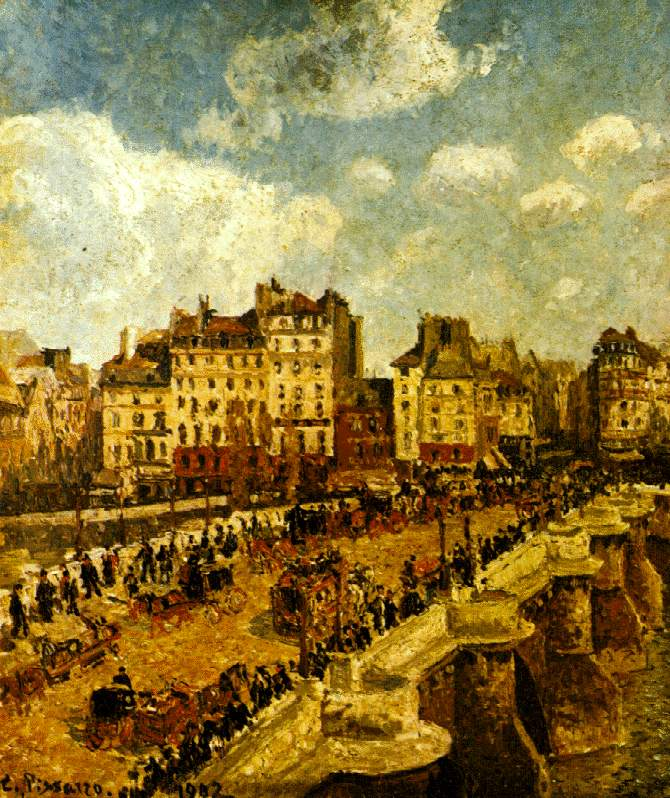
Міст Понт Неф, Париж, 1902 р.